# St. Agnes (München)

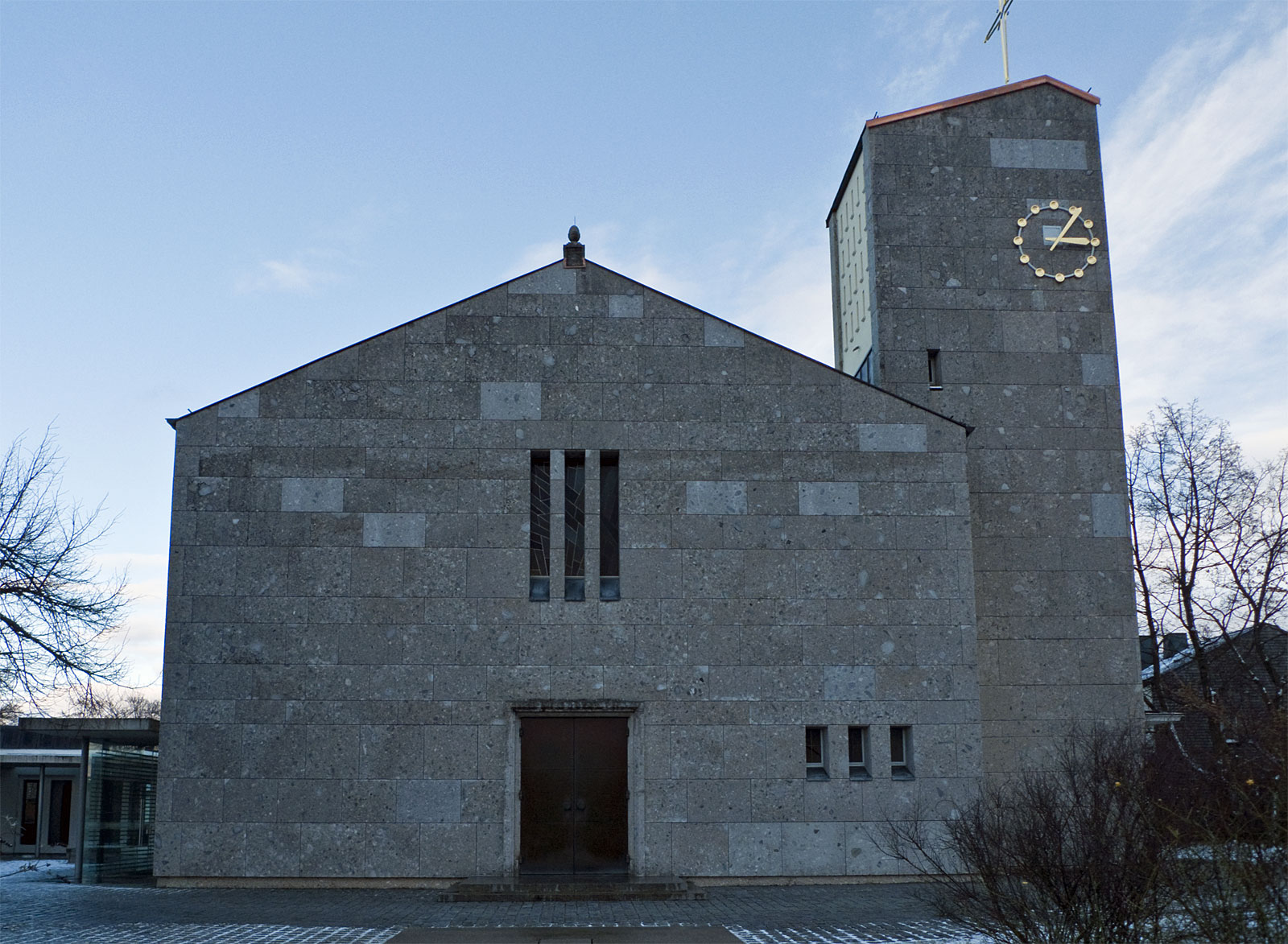
St.-Agnes-Kirche

St. Agnes ist eine römisch-katholische Kirche an der Waldrebenstraße 15a im Münchner Stadtteil Lerchenau. Sie ist der heiligen Agnes von Rom gewidmet.

## Geschichte
Die Kolonie Lerchenau gehörte ursprünglich zur Pfarrei der St. Peter und Paul-Kirche in Feldmoching. Wegen der Zunahme der Einwohner wurde 1926 ein „Katholischer Kirchenbauverein“ gegründet, der 1929 die Gemeinde Feldmoching um die Überlassung eines Grundstücks bat, auf dem eine Kirche erbaut werden sollte. Nach der Zusstimung des Gemeinderats erhielt der Kirchenbauverein eine Teilfläche des Gemeindewalds, auf dem zunächst ein großes Kreuz aufgestellt wurde. 1932 wurde an der Waldreben-/Ecke Adlerfarnstraße eine einfache Behelfskirche nach Entwurf des Münchner Architekten Joseph Elsner junior errichtet, von dem auch der Altar stammte. Am 21. Dezember 1932 wurde die Kirche geweiht. Erster Seelsorger war der Feldmochinger Kaplan Josef Schätz. Bei den kriegsbedingten Luftangriffen wurde am 4. Oktober 1944 auch die Behelfskirche beschädigt.
1956/57 wurde an der Waldreben-/Ecke Waldmeisterstraße der heutige Bau nach Entwurf des Architekten Peter Bieber errichtet. Am 15. September 1957 wurde die Kirche durch den Münchner Weihbischof Johannes Neuhäusler geweiht. Die Behelfskirche wurde 1958 abgetragen. Im Jahr 1960 erhielt die Kirche ihr vierstimmiges Bronzegeläute in Schlagtonfolge e1 - fis1 - gis1 - h1 von der Glockengießerei Bachert. 1962 erfolgte die Erhebung der Kuratie zur Stadtpfarrei. 
Die Kirche ist ein schlichter, klarer Kirchenbau mit einem 20 Meter hohen Turm, asymmetrischem Giebeldach und Turmuhr. 1976 wurden der Kirchturm und die Westfassade dank einer Spende mit italienischen Nagelfluhplatten verkleidet. Der Kirchenraum ist eine über 500 m² große langgezogene Halle mit erhöhtem Altarraum.
Die Orgel wurde 1965 von Ludwig Wastlhuber gebaut.
St. Agnes ist ein Ort des Kulturgeschichtspfads Feldmoching-Hasenbergl.